# Kbk wz. 88 Tantal
Das kbk wz. 88 Tantal (polnisch: Karabinek wzór 88, auf Deutsch: Karabiner Modell 1988), die Handelsbezeichnung lautet Tantal, ist ein polnisches Sturmgewehr im Kaliber 5,45 × 39 mm. Es ist zwar für die Patrone des AK-74 eingerichtet, basiert technisch aber auf dem AKM. Es wird nur eine Version mit klappbarer Schulterstütze produziert. Zurzeit ist das Gewehr in Polen in Dienst, wird aber auch für den Export angeboten.

## Technik
Das Tantal ist ein Gasdrucklader mit langem Gaskolben, ohne Gasregulierung und mit einem Drehkopfverschluss. Der Gaskolben und die Gasentnahme sind über dem Lauf angebracht. Die Zahl der Züge beträgt 4, die Dralllänge 196 mm.
Rechts am Gehäuse ist der Sicherungshebel angebracht, der im Gegensatz zu anderen Kalaschnikowvarianten nicht gleichzeitig als Feuerwahlhebel dient. Das wz. 88 hat einen separaten Feuerwahlschalter, der an der linken Gehäuseseite über dem Abzug liegt und die Einstellungen Dauerfeuer, Einzelfeuer oder 3-Schuss-Feuerstoß erlaubt. Zwischen Abzug und Magazin befindet sich der Auslösehebel für das Magazin. Ebenfalls auf der rechten Seite befindet sich über dem Auswahlhebel der Spannhebel und darüber die Auswurföffnung. Das Verschlussgehäuse besteht ganz aus geprägtem Stahl, während alle anderen Teile gefräst oder gedreht sind. Die Schulterstütze ist seitlich rechts einklappbar und besteht aus einem Stahlrahmen, der Handschutz und der Pistolengriff sind aus schwarzem Plastik. Im Ruhezustand dient das Klappvisier als justierbare Kimme, es sind aber auch ein Reflexvisier mit Rotpunkt und/oder ein Nachtzielfernrohr erhältlich. Letztere werden auf einer Schiene befestigt, die ihrerseits mit Hilfe von zwei seitlichen Metalllaschen auf dem Verschlussgehäuse befestigt wird. Auf dem Mündungsfeuerdämpfer können Gewehrgranaten aufgesetzt werden, es ist aber auch ein unter dem Lauf anzubringendes Granatgerät vorhanden. Ebenfalls kann ein Bajonett montiert werden und optional steht ein einklemmbares Zweibein zur Verfügung.

## Varianten

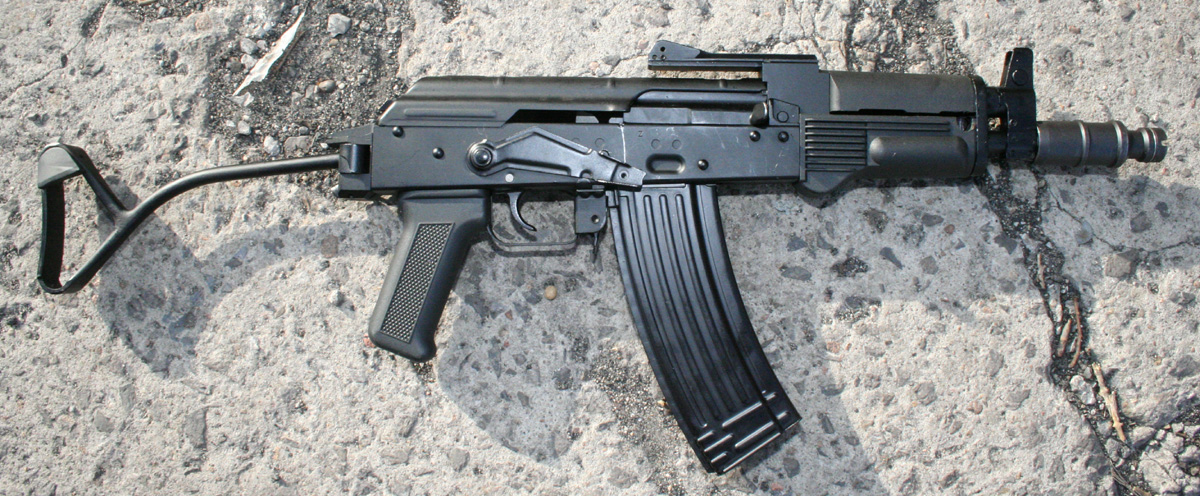
Skbk wz.89 Onyks

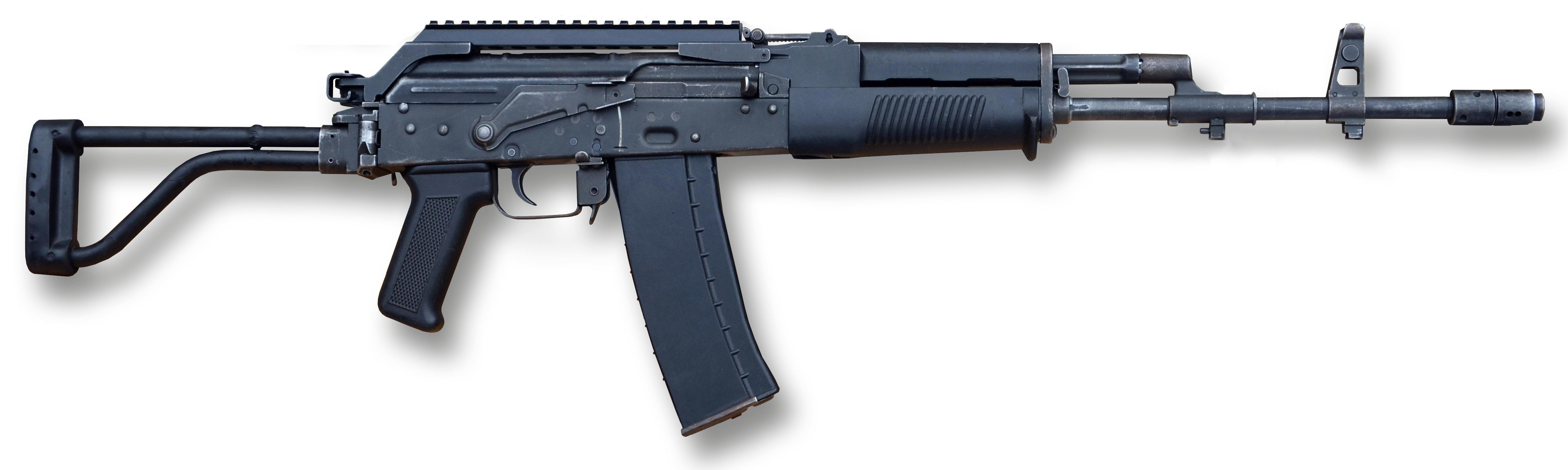
Kbs wz. 96 Beryl

- Skbk wz. 89 Onyks: Die Onyks wird oft auch als MP bezeichnet, da sie ungefähr die gleiche Länge hat. Auf Grund des Kalibers und der verwendeten Patrone ist sie aber als kurzes Sturmgewehr einzuordnen. Sie wurde auf der Grundlage des Tantal entwickelt und verwendet die gleiche Technik. Deshalb kann sie auch als Kurzversion der wzor 88 bezeichnet werden.
- Kbs wz. 96 Beryl: Das Beryl ist ein Tantal, das auf die NATO-Patrone 5,56 × 45 mm ausgelegt ist. Die Zahl der Züge beträgt hier 6, die Dralllänge 228 mm und damit ist der Lauf sowohl für die neue SS109- als auch für die M193-Patrone geeignet.

- Mini-Beryl: Die Mini-Beryl ist eine erheblich kürzere Version der Beryl. Sie wird oft auch als Maschinenpistole bezeichnet, ist aber auf Grund der verwendeten 5,56-mm-Munition ein kurzes Gewehr.